# Karl Lubomirski

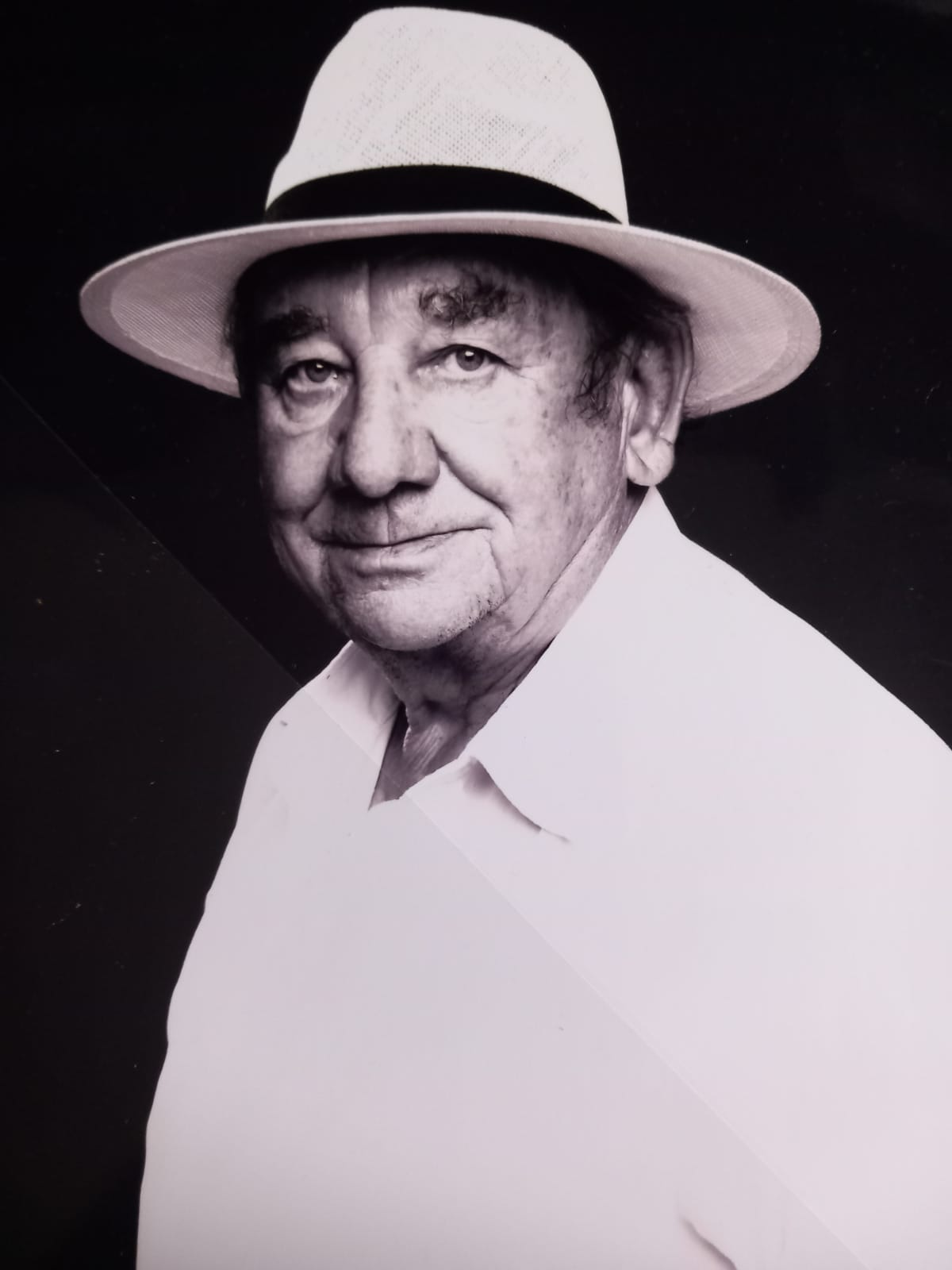
Porträt Mailand 2022 © Fabrizio Fenucci

Karl Lubomirski (* 8. September 1939 Hall in Tirol) ist ein aus Österreich stammender Schriftsteller. Er veröffentlichte v. a. Lyrik, Reiseberichte, Erzählungen sowie Literatur- und Kunstkritiken.

## Leben
Lubomirski wuchs in Innsbruck auf und wurde zum Kaufmann ausgebildet. Seit 1962 lebt er in Italien, heute in Brugherio bei Mailand. Von 1973 bis 2019 hat er 13 Gedichtbände in deutscher Sprache veröffentlicht. Seine poetische Sprache ist trotz des langen Aufenthalts in Italien die deutsche geblieben, seine eigenen Gedichte hat er gemeinsam mit Muttersprachlerinnen ins Italienische übersetzt. Er hingegen übersetzte Gedichte und Prosa aus dem Italienischen ins Deutsche (etwa von dem Maler und Lyriker Paolo Frosecchi sowie von Salvatore Fiume und Luca Vernizzi).
Karl Lubomirski ist in zwei Ländern zuhause, sein Leben und seine Erfahrungen machten ihn zu einem überzeugten Europäer, Weltbürger und Brückenbauer. Er las in allen Staaten Europas und u. a. in den USA, Russland, Japan, Südamerika aus seinen Gedichtbänden, die in zahlreiche Sprachen übersetzt wurden. Er ist Träger hoher Auszeichnungen und Mitglied der Accademia del Mediterraneo in Rom, des Österreichischen P.E.N.-Clubs und des Österreichischen Schriftstellerverbands sowie der Humboldt-Gesellschaft. Von 1987 bis 1997 war er Präsident des P.E.N.-Clubs Liechtenstein, in dem er sich u. a. als Juror des „Liechtenstein-Preises“ um jüngere Kolleginnen und Kollegen bemühte
Sein Vorlass befindet sich seit 2014 im Forschungsinstitut Brenner-Archiv der Universität Innsbruck. Eine Publikation von 2019 enthält eine Auswahl aus seiner Lyrik und Prosa, die zum Teil aus dem Vorlass stammen, weiters eine Einleitung zu seinen literarischen Arbeiten und Tätigkeiten, zu seiner Arbeitsweise und Poetologie sowie eine Bibliographie der literarischen Veröffentlichungen und der Sekundärliteratur in Auswahl, außerdem einen tabellarischen Lebenslauf. Der Vorlass enthält umfangreiche Korrespondenzen und zeugt vom Kontakt u. a. zu bekannten und nennenswerten Persönlichkeiten aus Literatur und Kunst.

## Werke (Auswahl, nur deutschsprachig)
- Stille ist das Maß der Weite. Gedichte. Herausgegeben in Zusammenarbeit mit dem Turmbund – Gesellschaft für Literatur und Kunst, Innsbruck. Darmstadt: Bläschke [1973]
- Untermieter des Lebens [Gedichte]. Herausgegeben in Zusammenarbeit mit dem Turmbund – Gesellschaft für Literatur und Kunst, Innsbruck. Darmstadt: Bläschke [1976]
- Meridiane der Hoffnung. Gedichte. Geleitwort von Gustav René Hocke. Wiesbaden: Limes 1979
- Blick und Traum. Gedichte. Wiesbaden/München: Limes 1982
- Licht und Asche. Gedichte. Wien: Edition Atelier 1987
- Bagatellen. Erzählungen. Wien: Edition Atelier 1990
- Das Ausbleiben. Gedichte. Wien: Edition Atelier 1994
- Menschen-Opfer. [Prosa.] Bad Kissingen: Majo Bild- und Buchverlag 1996
- Gegenstunde. Gedichte. Florenz: Edition Dieter Grauer/Waiblingen: Stendel 1998
- Propyläen der Nacht [Sämtliche Gedichte 1960-2003]. Mit einem Vorwort von Joseph Strelka. Augsburg: Waldemar Weber 2003
- Bruder Orient. Sieben andere Reisen in den Nahen Osten. Reiseberichte für Anspruchsvolle. Innsbruck: Berenkamp 2004
- Links oder Rechts. Oder Mensch. Mailänder Reflexionen. [Aphorismen] Innsbruck: Berenkamp 2005
- Gefangene des Himmels [Reiseberichte] Innsbruck: Berenkamp 2006
- Text für die Erler Passionsspiele 2008 (Textbuch)
- Palinuro [Gedichte]. Vorwort von Joseph P. Strelka. Hall/Wien: Berenkamp [2008] (= erlesen 16)
- Das Tor. Gedichte. Vorwort von Joseph P. Strelka. Wattens/Wien: Berenkamp 2012
- Sieben Meere. Gedichte. Wien: Löcker 2015 (edition pen 22)
- Unbewohnbares Rot. Gedichte. Wien: Löcker 2019 (edition pen 120)
- Der Garten des Leonardo. Gedichte. Mit einer Nachbemerkung von Helmuth A. Niederle. Wien: Löcker 2021 (edition pen 197)
- Aus meinem Leben (fast) autobiographische Aufzeichnungen. Wien: Löcker 2023 (edition pen 230)
- Die Adoption. Erzählung. Wien: Löcker 2024

## Preise
- 1990: Tiroler Adler-Orden in Gold
- 1998: Österreichisches Ehrenkreuz für Wissenschaft und Kunst erster Klasse
- 2002: Ehrenzeichen für Kunst und Kultur der Stadt Innsbruck
- 2007: Premio Internazionale per la Poesia „Franceso Varcasia“ di Castro Villari-Pollino
- 2009: Verleihung des österreichischen Berufstitels Professor
- 2022: Verleihung des Franz-Theodor-Csokor-Preises durch das österreichische PEN-Zentrum für ein Lebenswerk
- 2023: Premio Internazionale Città di Castrovillari. XI Edizione 2023